# Atonement (livro)
Expiação (Portugal)/ Reparação (Brasil) (Atonement, no original) é um romance de metaficção de 2001 do escritor britânico Ian McEwan. Ocorrendo em três períodos de tempo -  na Inglaterra em 1935, na Inglaterra e França na Segunda Guerra Mundial e na Inglaterra da atualidade (1999), a obra parte de um engano algo inocente de uma garota da classe alta que irá arruinar vidas, desenvolve-se na idade adulta dela que decorre na sombra desse engano e desenvolve uma reflexão sobre a natureza da escrita.
Considerada amplamente como uma das melhores obras de McEwan, Expiação/Reparação foi selecionado para o Prêmio Booker em ficção de 2001. Em 2010, a revista TIME colocou Atonement na sua lista dos 100 melhores romances em inglês desde 1923.
Em 2007, o livro foi a base do guião do filme com o mesmo título dirigido por Joe Wright e protagonizado por Saoirse Ronan, James McAvoy e Keira Knightley e que foi vencedor do BAFTA e do Oscar de melhor banda sonora daquele ano.

## Resumo do enredo

### Parte um
Briony Tallis, uma garota inglesa de 13 anos com talento para escrever, vive na propriedade rural da sua família com seus pais Jack e Emily Tallis. A sua irmã mais velha, Cecilia, formou-se recentemente na Universidade de Cambridge, tal como Robbie Turner, filho da governanta da família Tallis e amigo de infância de Cecilia, os quais finalmente desenvolve um relacionamento.
No verão de 1935, os primos maternos de Briony, Lola e os gémeos Jackson e Pierrot, visitam a família enquanto os pais deles estão passando por um divórcio amargo. A imaturidade de Briony, e a sua incapacidade de compreender certas situações que estão para além da sua compreensão, levam-na a interpretar mal uma cena que ela testemunha de uma luta entre Robbie e Cecilia. O que ela julga ser um momento de tensão sexual entre Cecilia e Robbie não corresponde à realidade da situação sendo o início das fantasias de Briony. Briony interpretando mal essa situação conclui que Robbie está agindo agressivamente sobre Cecilia, devido a suas diferenças de gênero e à ideia de Briony do domínio dos homens sobre as mulheres.
Robbie, em vez disso, começa a perceber que se sente atraído por Cecilia, a quem não vê há algum tempo, e escreve vários rascunhos de uma carta de amor, expressando o sentimento que tem por ela. Ele decide dar a carta a Briony para a entregar a Cecilia por ele; no entanto, inadvertidamente ele dá-lhe uma versão, que pretendia descartar, que contém referências obscenas e vulgares (" boceta"). É tarde demais para Robbie corrigir o erro e, apesar das instruções para não abrir a carta, Briony desobedece e lê o que ele havia inicialmente escrito para Cecilia. Sendo ainda criança, ela certamente nunca tinha visto tal tipo de linguagem escrita e interpreta-a como sendo uma ameaça de Robbie à irmã Cecilia.
Mais tarde, na mesma noite, ela encontra Robbie e Cecilia fazendo amor na biblioteca. Novamente Briony interpreta mal o ato sexual como estupro e acredita que Robbie é um "maníaco". O que Briony não entende é que, ao entrar na biblioteca, ela interrompeu o único momento de amor entre Robbie e Cecilia e rotula Robbie como violador, o que novamente se afasta da verdade. A sua errónea interpretação do acto de amor entre eles leva-a a pensar que a sua irmã precisa de ser protegida de Robbie.
Mais tarde, há um jantar em família com a presença do irmão de Briony, Leon, e do seu amigo Paul Marshall, que parece ter um longo arranhão no rosto. Momentos depois, descobre-se que os gémeos fugiram. Os comensais dividem-se em grupos para procurá-los.
Na escuridão, enquanto todo mundo está procurando os gémeos, Briony descobre que a sua prima Lola foi estuprada por um agressor que ela não pode ver claramente. Lola é incapaz ou talvez não queira identificar o atacante - fortemente sugerido como Marshall - mas Briony decide acusar Robbie e o identifica à polícia como o violador, alegando que viu o rosto de Robbie no escuro. As suas interpretações erradas anteriores de ver a luta de Robbie e Cecilia na fonte, a carta e a cena que ela testemunha na biblioteca levam Briony a acusar Robbie de estuprar Lola, apesar de não ter provas sólidas de que ele ser o responsável. Robbie é levado para a prisão, sendo apenas Cecilia e a mãe dele que acreditam na sua proclamada inocência. Briony considera as suas ações como heróicas, cumprindo-se as suas fantasias de prisão do criminoso, mas não tem consciência do impacto das suas ações. Em resultado, Cecilia corta relações com a sua família e decide não voltar a falar com eles.

### Parte dois
Quando a Segunda Guerra Mundial começou, Robbie já havia passado vários anos na prisão sendo libertado na condição de se alistar no exército.
Cecilia recebe formação e torna-se enfermeira. Ela cortou todo o contato com a sua família devido à participação deles que no processo de encarceramento de Robbie.
Robbie e Cecilia só entraram em contato por carta, já que ela não tinha permissão para visitá-lo na prisão. Antes de Robbie ir como soldado para França, eles se encontram-se uma única vez cerca de meia hora, durante o almoço de Cecilia. O encontro deles começa sem jeito, mas acabam por trocar um beijo quando de despedem.
Em França, a guerra está a correr mal e o exército inglês está em retirada para Dunquerque. Quando Robbie, ferido, chega a esse porto seguro, ele pensa em Cecilia e em eventos passados, como ensinar Briony a nadar, refletindo sobre as possíveis razões para Briony o ter acusado.
O que o mantém vivo é a memória do único momento íntimo com Cecilia; o seu único objetivo é vê-la de novo. A sua condição física se deteriora, enfraquece e fica delirante e depreende-se que está a morrer devido ao ferimento. No final  Robbie adormece em Dunquerque, um dia antes do início da evacuação .

### Parte três
Briony, arrependida, recusou a vaga em Cambridge e, em vez disso, é enfermeira estagiária em Londres. Ela percebeu toda a extensão do seu erro e pensa que foi Paul Marshall, amigo de Leon, quem ela viu a violar Lola. Briony ainda escreve, embora não com a mesma persistência de quando criança.
Briony é chamada para amparar Luc, um jovem soldado francês fatalmente ferido. Ela consola-o nos momentos fianis, conversando com ele no seu francês escolar, e ele a confunde com uma moça inglesa com quem a sua mãe queria que ele se casasse.
Pouco antes de sua morte, Luc pergunta: "Você me ama?" Briony responde: "Sim", não apenas porque "nenhuma outra resposta era possível", mas também porque "naquele momento, ela assim o sentia. Ele era um moço adorável, longe da família e prestes a morrer. " Posteriormente, Briony sonha com a vida que poderia ter tido se tivesse casado com Luc e ido viver com ele e a família dele.
Briony participa no casamento de Paul Marshall e da sua prima Lola - que decidiu "casar com o seu violador" - antes de finalmente visitar Cecilia. Robbie está de licença do exército, e Briony o encontra inesperadamente na casa da irmã.
Cecilia e Robbie se recusam a perdoar Briony, que, no entanto, diz a eles que ela tentará consertar as coisas. Ela promete iniciar os procedimentos legais necessários para limpar Robbie da falsa acusação, mesmo que Paul Marshall nunca seja responsabilizado pelo seu crime por causa do casamento com Lola, a sua vítima.

### Postscript
A seção final, intitulada "Londres 1999", é narrada pela própria Briony na forma de uma entrada no diário. Agora com 77 anos, ela é uma romancista de sucesso a quem recentemente foi diagnosticada com demência vascular, por isso ela está enfrentando um rápido declínio mental e a aproximação da morte.
O leitor descobre que Briony é a autora das partes anteriores do romance. Na penúltima página, Briony revela que Robbie Turner morreu de septicemia - causada pelo sue ferimento - nas praias de Dunquerque, que Cecilia foi morta no mesmo ano em que uma bomba destruiu a estação de metro de Balham, e que Briony nunca as viu em 1940. Briony compareceu ao casamento de Lola com Marshall, mas confessa que era "covarde" demais para visitar Cecilia "recentemente enlutada" para fazer as pazes. O romance - que ela diz ser verdadeiro, excepto no reencontro de Robbie e Cecilia - é a sua tentativa permanente de "expiação" pelo que ela lhes fez.
Briony justifica o final feliz da história porque não vê qual o objetivo de dar aos leitores uma história "impiedosa". Ela escreve: "Gosto de pensar que não é fraqueza ou evasão, mas um ato final de bondade, uma posição contra o esquecimento e o desespero, deixar os meus amantes viverem e uni-los no final".

## Personagens principais
- Briony Tallis - A irmã mais nova de Leon e Cecilia Tallis, Briony aspira a ser escritora. Tem 13 anos no início do romance e participa do envio de Robbie Turner para a cadeia, quando ela afirma falsamente que ele agrediu Lola. Briony é parte narradora, parte personagem e vemos a sua transformação de criança para mulher à medida que o romance avança. No final do romance, Briony percebeu os seus erros de "criança" e decide escrever o romance como forma de expiação.
- Cecilia Tallis - A filha do meio da família Tallis, Cecilia apaixonou-se por  Robbie Turner seu companheiro de infância. Depois de um encontro tenso junto à fonte, ela e Robbie não falam novamente até que se encontrem antes de um jantar formal. Quando Robbie é falsamente acusado de estupro logo depois, Cecilia perde o seu amor que vai para a prisão e depois para a guerra e decide afastar-se para sempre da sua família novamente.
- Leon Tallis - O filho mais velho da família Tallis, Leon regressa à casa paterna e leva o seu amigo Paul Marshall com ele.
- Emily Tallis - Emily é a mãe de Briony, Cecilia e Leon. Emily permanece doente na cama durante a maior parte do romance, sofrendo de enxaquecas severas.
- Jack Tallis - Jack é o pai de Briony, Cecilia e Leon. Jack muitas vezes trabalha até tarde durante a noite e é mencionado no romance como tendo um caso amoroso.
- Robbie Turner - Robbie é o filho de Grace Turner, que vive nos terrenos da casa de Tallis. Tendo crescido com Leon, Briony e Cecilia, ele conhece bem a família. Frequentou a Universidade de Cambridge com Cecilia e, quando chegam a casa de férias, apaixonam-se. Robbie é enviado para a prisão quando Briony o acusa falsamente de violar Lola.
- Grace Turner - Mãe de Robbie Turner, recebeu permissão de Jack Tallis para morar no local. É empregada da família e lava a roupa para os Tallises. Quando o seu filho é falsamente acusado de estuprar Lola, apenas ela e Cecilia acreditam que ele é inocente, e Grace decide abandonar a família Tallis.
- Dolores 'Lola' Quincey - Uma garota de 15 anos que é prima de Briony, Cecilia e Leon. Ela vem, com os seus irmãos gémeos, para ficar com os Tallises após o divórcio de seus pais. Lola deveria assumir o papel principal na peça que Briony escreveu, mas que foi cancelada. E foi sujeita a estupro enquanto está na casa de Tallis. Lola aparece mais tarde no romance como uma mulher madura, casada com Paul Marshall. Ela é ruiva e de pele clara com sardas.
- Jackson e Pierrot Quincey - os irmãos gémeos mais novos de Lola e primos de Briony, Cecilia e de Leon. Vêm com a irmã, para ficar com os Tallises após o divórcio dos pais. Briony quer que os gémeos participem de sua peça, mas desavenças levam ao fim da execução da peça, o que lhes dsagrada. Pierrot aparece mais tarde na novela como um homem velho enquanto o seu irmão morreu.
- Danny Hardman - O homem de mão da família Tallis. Robbie e Cecilia suspeitam que ele seja responsável pelo estupro de Lola até que Briony diz o contrário, levando Robbie a dizer que lhe deve um pedido de desculpas.
- Paul Marshall - Um amigo de Leon. Ele estupra Lola no exterior da casa de Tallis depois do anoitecer; Briony, no entanto, acusa Robbie de estupro de Lola, e muitos anos depois Lola e Paul se casam. Paul Marshall também possui uma fábrica de chocolate que fabrica barras 'Amo' - falsas barras de energia à base de chocolate fornecidas aos soldados britânicos, o que lhe rende uma fortuna considerável.
- Cabo Nettle - é um dos dois militares companheiros de Robbie durante a evacuação de Dunquerque. Na quarta e última seção do romance, a idosa Briony faz alusão a um "velho Sr. Nettle", de quem recebeu uma "dúzia de cartas compridas", mas se esta é a mesma pessoa não está exatamente claro.
- Cabo Mace - Mace é o segundo dos dois companheiros de Robbie durante a evacuação de Dunquerque. Ele é visto pela última vez presumivelmente resgatando um membro da RAF de um possível linchamento por alguns soldados de infantaria, sob o pretexto de lhe querer causar dano, afogando-o no "mar sangrento".
- Betty - A criada da família Tallis, descrita como sendo o "ser miserável" em pessoa.